# Manuel José Marinho da Cunha
Manuel José Marinho da Cunha (1830 — ?) foi um político brasileiro.
Foi presidente da província do Rio Grande do Norte, de 1 de setembro de 1868 a 10 de março de 1869.